# 黃樹立
黃樹立（1997年3月17日—），中國青年導演，浙江溫州人，現居紐約攻讀紐約大學電影碩士，其影視作品勇於挑戰禁忌，2021年的攝影作品《再見，樂園》榮獲釜山國際影展「新浪潮大獎」；2022年《當我望向你的時候》榮獲坎城影展「酷兒金棕櫚短片獎」及第59屆金馬獎最佳紀錄短片之殊榮。

## 生平
黃樹立生於溫州瑞安，自認在高中母校溫州中學時獲得電影啟蒙，曾參與在校內的短片拍攝比賽獲獎。高三時，黃樹立才決定藝考，以優異成績錄取北京電影學院攝影系。

## 外部連結
- 黃樹立個人官方網站
- 黃樹立的新浪微博
- 黃樹立在互联网电影资料库（IMDb）上的資料（英文）